# Aurélien Cologni

a Compétitions nationales et continentales officielles uniquement.

b Matchs officiels uniquement.
Aurélien Cologni, né le 11 février 1978 à Perpignan, est un joueur français de rugby à XIII. Il évoluera dans l'équipe des Dragons Catalans durant la saison 2006 de Super League, au poste de 3e ligne.
Il entraine l'équipe de Lézignan (championnat élite) depuis 2010,  et son expérience a tiré le club vers les sommets. Ainsi, depuis son arrivée, le club a collectionné les places d'honneur, notamment avec une finale de championnat dès son arrivée en 2007 et surtout le titre tant attendu de champion de France 2008. Le FCL a participé également à la coupe d'Angleterre appelée Challenge Cup durant quatre années consécutives.
Il a été sélectionné 23 foispour l'équipe de France de rugby à XIII et participé à la coupe du monde 2000. Il a remporté 4 coupes de France avec le XIII catalan et l'ex UTC ainsi que deux titres de champion de France dont un doublé coupe championnat. Fin 2007, il s'est engagé pour 3 mois avec les Celtic Crusaders qui évoluent aujourd'hui en franchise de Super League.
C'est un joueur très polyvalent capable de jouer troisième ligne (UTC), seconde ligne (Équipe de France), talonneur (Dragons et Crusaders) mais aussi à l'ouverture depuis deux saisons avec Lézignan. Rugueux et agressif en défense, Aurélien Cologni s'appuie sur son sens et sa compréhension du jeu faisant de lui un joueur complet et redoutable. Depuis la saison 2009/2010, il est entraîneur-joueur de Lézignan.
Il commente également les matches du championnat de France de rugby à XIII, diffusés sur la webtélé de la Fédération Française de Rugby à XIII, avec le journaliste Bruno Ontoniente: la presse treiziste britannique souligne que la paire de commentateurs s'avère être une « combinaison crédible ».
En 2021, tout en conservant certaines fonctions à XIII, il passe à XV pour devenir entraineur adjoint, spécialisé dans la défense. 

## Biographie
Aurélien Cologni est le fils de Jean-Jacques Cologni, également joueur de rugby à XIII. Comme lui, il se destine à la profession de pompier. 
Il se fait remarquer par la presse treiziste dès la fin des années 1990. Le magazine Treize Magazine dit ainsi de lui en 1998 qu'il est « un joueur complet par excellence, pas même handicapé par son manque d'expérience ».
En février 2021, le nouveau président de la Fédération française de rugby à XIII Luc Lacoste a décidé de mener un audit auprès de l'équipe de France. À la suite de cela, il prend la décision de se séparer d'Aurélien Cologni et de nommer l'ancien entraîneur des Dragons Catalans Laurent Frayssinous en février 2021 alors qu'Aurélien Cologni était sous contrat jusqu'au 31 décembre 2021.
Un mois est nécessaire pour que la question de son licenciement par la fédération soit réglée :  son éviction est confirmée le 22 février 2021 par la presse.
Mais cette éviction aura un effet à rebours. Après le titre de champion de France acquis avec le club de Lézignan, au terme de la saison 2020-2021, Aurélien Cologni décide de passer à XV.
Il avoue en effet « n’avoir pas digéré la façon dont il a été écarté des Tricolores » et prend en charge la défense de Carcassonne XV.

## Palmarès

### En tant que joueur
- Collectif :
  - Vainqueur de la Coupe d'Europe : 2005 ( France).
  - Vainqueur du Championnat de France : 2005[9] (Union treiziste catalane), 2008, 2009, 2010 et 2011 (Lézignan).
  - Vainqueur de la Coupe de France : 2001, 2004[9] et 2005 (Union treiziste catalane), 2010 et 2011 (Lézignan).
  - Finaliste du Championnat de France : 2002, 2004 (Union treiziste catalane) et 2007 (Lézignan).
  - Finaliste de la Coupe de France : 2000 (XIII Catalan).

### En tant qu'entraîneur
- Collectif :
  - Vainqueur de la Coupe d'Europe : 2018 ( France).
  - Vainqueur du Championnat de France : 2010, 2011 et 2021 (Lézignan).
  - Vainqueur de la Coupe de France : 2010, 2011 et 2015 (Lézignan).
  - Finaliste du Championnat de France : 2014 et 2017 (Lézignan).
  - Finaliste de la Coupe de France : 2017 (Lézignan).

## Matchs dirigés avec l'équipe de France
| 1.  | 16 juin 2012     | Pays de Galles | 28-16 | Amical            |
| 2.  | 20 octobre 2012  | Pays de Galles | 20-6  | Tournée automnale |
| 3.  | 2 novembre 2012  | Angleterre     | 6-44  | Tournée automnale |
| 4.  | 11 novembre 2012 | Angleterre     | 4-48  | Tournée automnale |
| 5.  | 22 octobre 2016  | Angleterre     | 6-36  | Amical            |
| 6.  | 13 octobre 2017  | Jamaïque       | 34-12 | Amical            |
| 7.  | 29 octobre 2017  | Liban          | 18-29 | Coupe du monde    |
| 8.  | 3 novembre 2017  | Australie      | 6-52  | Coupe du monde    |
| 9.  | 12 novembre 2017 | Angleterre     | 6-40  | Coupe du monde    |
| 10. | 7 octobre 2018   | Serbie         | 54-2  | Amical            |
| 11. | 17 octobre 2018  | Angleterre     | 6-44  | Amical            |
| 12. | 27 octobre 2018  | Pays de Galles | 54-18 | Coupe d'Europe    |
| 13. | 4 novembre 2018  | Irlande        | 24-10 | Coupe d'Europe    |
| 14. | 10 novembre 2018 | Écosse         | 28-10 | Coupe d'Europe    |

## Relations avec le rugby à XV
En 2011, il organise un match « inter-codes » entre Lézignan et le Stade Français: ce match qui comprenait trois périodes de 20 minutes et était disputé selon les règles du rugby à XIII, voit la victoire des parisiens 32 à 28.
En 2018, les qualités d'Aurélien Cologni dépassent le cadre du rugby à XIII, puisqu'un club de rugby à XV, le Stade Français, envisage de faire  appel à lui pour entrainer ses joueurs en défense: il remplacerait ainsi le Néo-Zélandais John Haggart .$
Mais 2021 est une année qui marque un tournant pour l'entraineur qui rejoint l'US Carcassonne, club de rugby à XV. Il y sera entraineur adjoint, spécialisé dans la défense.